# María Isidra de Guzmán y de la Cerda
María Isidra Quintina de Guzmán y de la Cerda (Madrid, 31 de octubre de 1767 - Córdoba, 5 de marzo de 1803), conocida como la doctora de Alcalá, fue la primera mujer que ostentó en España el grado universitario de doctor y la dignidad de Académica Honoraria de la Lengua. Su nombre es habitualmente citado como María de Guzmán (con el que se la recuerda con una calle en Madrid y un centro de salud en Alcalá de Henares), o como Isidra de Guzmán (con el que se la recuerda con un instituto de secundaria en Alcalá de Henares). Con el apelativo de doctora de Alcalá se la recuerda en una calle y un colegio de primaria de esa ciudad.

## Biografía
Hija de dos grandes de España,  Diego Ventura de Guzmán y Fernández de Córdoba, marqués de Aguilar de Campoo, conde de Oñate y marqués de Montealegre y  María Isidra de la Cerda, duquesa de Nájera, condesa de Paredes de Nava, emuló en su amor a las letras a su cuarta abuela, Condesa de Paredes, autora de los seis volúmenes del Año cristiano impresos en Madrid en 1654 y, educada por un buen preceptor como Antonio Almarza, alcanzó una instrucción poco común.
Fue nombrada socia "honoraria" de la Real Academia Española, donde pronunció un magnífico discurso, conservado hasta hoy en los archivos de dicha institución (Oración del género eucarístico que hizo a la Real Academia Española la Exc.ma Señora... en el día 28 de diciembre del año de 1784 en que fue incorporada por socia de dicha Real Academia Madrid, Joaquín Ibarra, 1785), así como de la Real Academia de la Historia. Con autorización del rey Carlos III, el 6 de junio de 1785, contando 17 años, recibió en la Universidad de Alcalá, el grado de doctora y maestra en la Facultad de Artes y Letras humanas, además de ser investida con los títulos de Catedrática Honoraria de Filosofía conciliadora y Examinadora. Igualmente perteneció desde 1794 a la Junta de Damas de Honor y Mérito obteniendo la banda de la Orden de damas nobles de María Luisa.
El 12 de septiembre de 1789 contrajo matrimonio en la iglesia de San Ginés de Madrid con Rafael Antonio Alfonso de Sousa de Portugal (1771-1812), grande de España, X marqués de Guadalcázar y X conde de los Arenales; la Universidad Complutense hizo una medalla de plata en su honor.
Todo parece indicar, sin embargo, que, aunque inteligente, no ahondó mucho en sus estudios, que no pasaron de discretos, pues se ha demostrado que sus traducciones del griego se hicieron a partir de versiones en francés; en su tiempo había damas de más sólida cultura, especialmente monjas; sí es cierto que, a instancias de la Sociedad Económica Matritense, en la que logró entrar en 1786 con el apoyo de Jovellanos y la oposición de Cabarrús, hizo una versión parcial del agricultor latino Columela en 1787. De todas formas murió muy joven, a los treinta y cinco años, y no llegó a dar más fruto, quizá porque le fue difícil compaginar los libros con una salud que siempre fue endeble y el cuidado de su amplia familia. Tuvo que pasar un siglo hasta que Martina Castells Ballespí recibiera en Madrid el grado de doctora en Medicina, en 1882.

## Premio de Investigación María Isidra de Guzmán

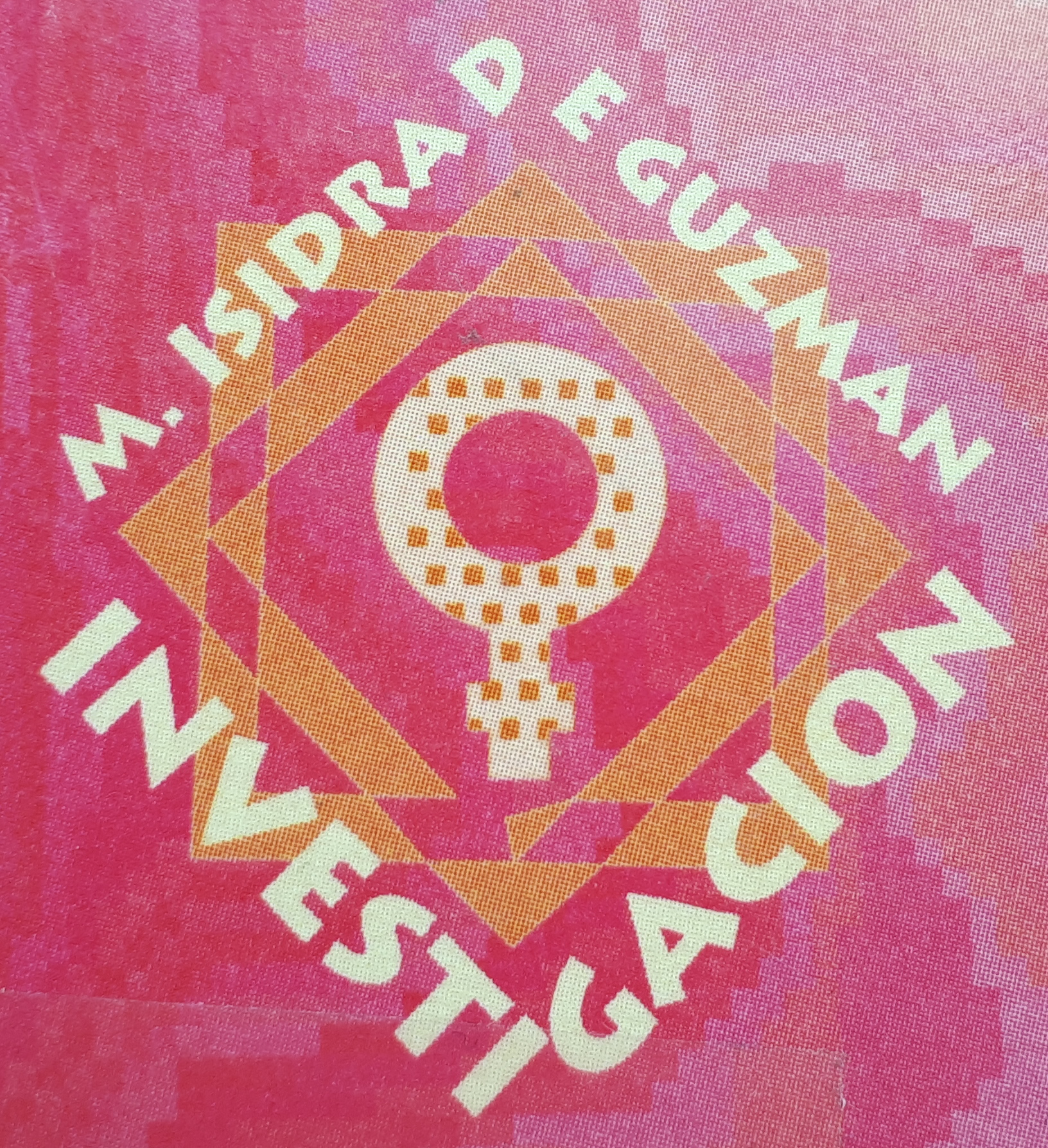
Logotipo del Premio de Investigación María Isidra de Guzmán

El Premio de Investigación María Isidra de Guzmán fue instituido en 1992. Lo convoca bienalmente el Ayuntamiento de Alcalá de Henares, en conmemoración del día (6 de junio de 1785) en que una mujer consiguió por primera vez un doctorado en España. Su objetivo es apoyar y difundir los estudios científicos sobre las mujeres, realizados por investigadores universitarios.

## Reconocimientos
- En su honor, en Alcalá de Henares, tiene dedicado un colegio ("CEIP Doctora de Alcalá"), un instituto ("IES María Isidra de Guzmán"), un aulario (Facultad de Documentación de la "Universidad de Alcalá", también conocido como Aulario María de Guzmán), un centro de salud ("CS María de Guzmán") y una calle ("Doctora de Alcalá").
- En Guadalcázar tiene dedicada una calle ("María Isidra Guzmán") y una escultura en la Plaza de España, inaugurada el 9 de mayo de 2003.[6]
- En Madrid tiene dedicada una calle ("María de Guzmán").

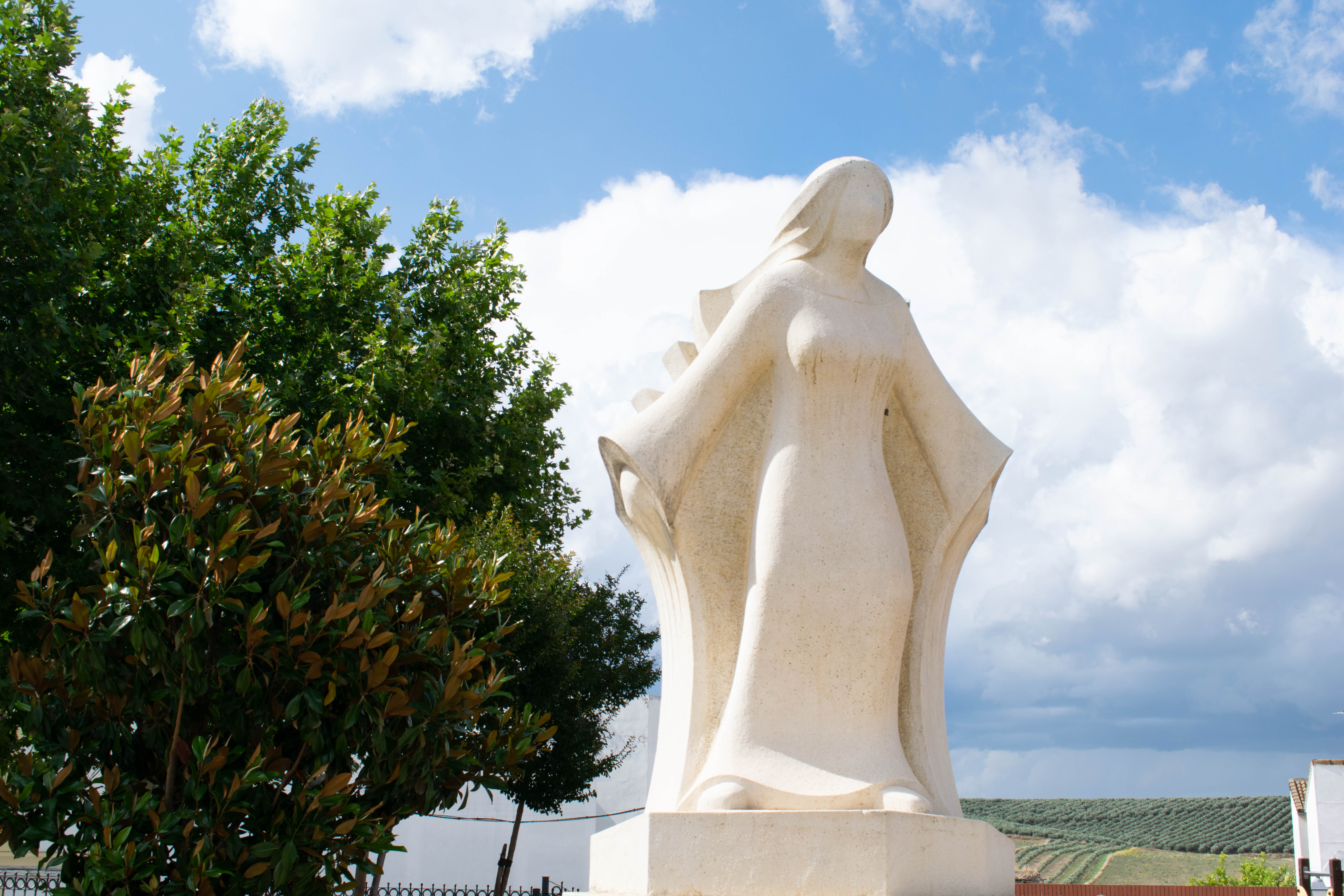
Escultura de María Isidra de Guzmán en la Plaza de España (Guadalcázar)